# Franz Berwald

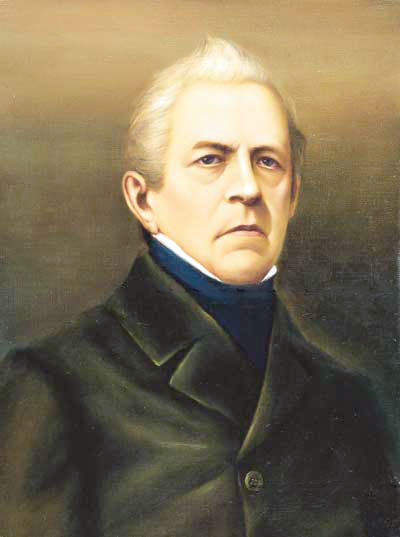
Franz Berwald, von einem unbekannten Maler

Franz Adolf Berwald (* 23. Juli 1796 in Stockholm; † 3. April 1868 ebenda) war ein schwedischer Komponist und Violinist. Seinen Lebensunterhalt bestritt er lange Zeit als Orthopäde sowie als Betriebsleiter einer Sägemühle und eines Glaswerkes.

## Leben

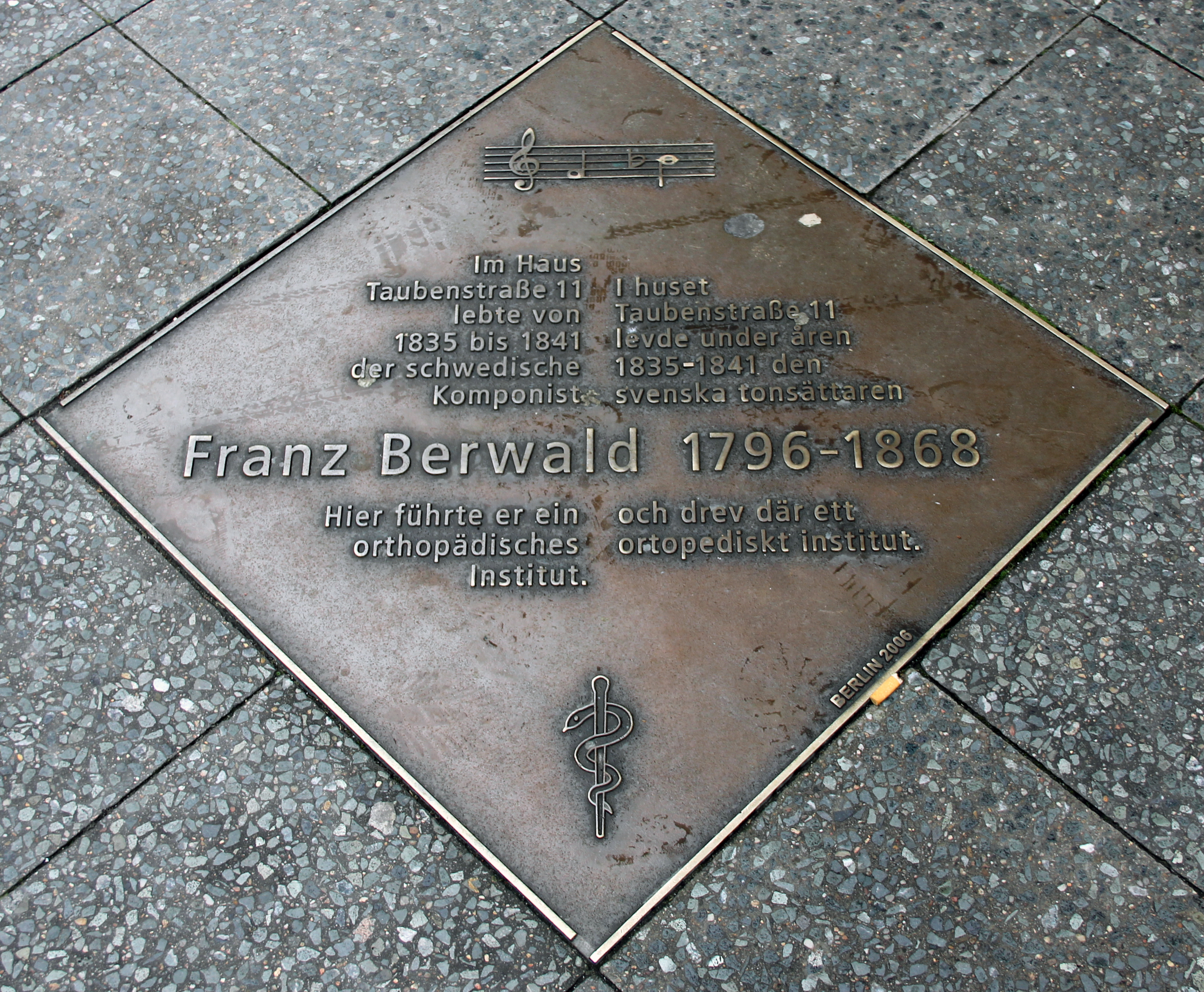
Gedenktafel vor dem Haus, Taubenstraße 11, in Berlin-Mitte

Franz Berwald wurde in einer schwedischen Musikerfamilie deutscher Herkunft geboren. Sein Vater, Christian Friedrich Georg Berwald (1740–1825), war Schüler von Franz Benda in Berlin und von 1773 bis 1806 Violinist in der Stockholmer Hofkapelle, sein Bruder Christian August Berwald (1798–1869) war gleichfalls Violinist und komponierte einige Werke, und sein Vetter Johan Fredrik Berwald (1787–1861) war Dirigent und ebenfalls Komponist. Franz Berwald erhielt von seinem Vater Violinunterricht und studierte möglicherweise Komposition bei Édouard Dupuy. Von 1812 bis 1828 war er mit zwei Unterbrechungen Violinist (später Bratschist) in der Hofkapelle am Königlichen Theater (heute Königliche Oper) in Stockholm. Franz Berwald hatte jedoch vielfältige Begabungen, die über das rein Musikalische hinausgingen und ihm halfen, sich mit Geschick autodidaktisch zu betätigen, wenn es die Lebensumstände erforderten.
Die meisten frühen Kompositionen Berwalds sind verloren oder von ihm selbst vernichtet worden. Sie stießen damals in Schweden wegen ihrer kühnen Harmonien auf Ablehnung. Nach weiteren Enttäuschungen in der Heimat (1822 wurde nach dem Tod Dupuys sein Vetter Johan Fredrik Nachfolger als Hofkapellmeister) ging Berwald 1829 nach Berlin. Dort widmete er sich – zum größten Teil autodidaktisch – orthopädischen Behandlungen, die er den Armen kostenlos zukommen ließ, und gründete 1835 ein eigenes orthopädisches Institut. 1841 reiste er nach Wien, wo er seine Berliner Mitarbeiterin Mathilde Scherer heiratete und seine bedeutendsten Werke zu schreiben begann: vier Sinfonien und die sinfonischen Dichtungen.
1842 nach Stockholm zurückgekehrt erlebte er erneut die Ablehnung der konservativen schwedischen Musikwelt, eine Ablehnung, die auf Gegenseitigkeit beruhte und durch Berwalds mitunter arrogantes Auftreten nicht gemindert wurde. Die Sinfonie sérieuse, die einzige seiner Sinfonien, die er zu seinen Lebzeiten hörte, erklang in einer miserablen Aufführung unter seinem Vetter Johan Fredrik. Von 1846 bis 1849 reiste Berwald wieder durch Europa. Er wurde 1847 zum Ehrenmitglied des Salzburger Mozarteums ernannt; in Paris hatte er dagegen keinen Erfolg.
Nach seiner Rückkehr nach Schweden 1849 wurde Berwald erneut bei der Besetzung zweier wichtiger Stellen übergangen. Weder wurde er Nachfolger seines Vetters als Dirigent der Königlichen Oper in Stockholm noch Musikdirektor an der Universität Uppsala.
So leitete er ab 1850 eine Glasfabrik, später auch eine Sägemühle, in Sandö im nordschwedischen Ångermanland. Erst 1864 wurde er Mitglied der Königlichen Musikakademie. Dort erhielt er endlich 1867 nach größten Widerständen eine Kompositionsprofessur.
Viele bedeutende Musiker setzten sich zu seinen Lebzeiten und danach für Berwalds bemerkenswerte Kompositionen ein. Möglicherweise hat er bis heute noch nicht die ihm gebührende Stellung in der Musikgeschichte eingenommen. Im Allgemeinen zeugen seine Werke und sein Stil von einer ursprünglichen Originalität im Hinblick auf Besetzung (z. B. Serenade für Tenor und Kammerensemble), musikalische Themen und die Anwendung der musikalischen Formen (s. u.); obwohl Vorbilder erkennbar sind (Beethoven, Mendelssohn) und seine Werke durchaus in der bis dahin geltenden Tradition stehen, hat Berwald zu einer eigenen Tonsprache gefunden, die ihn unter die großen Namen der skandinavischen Komponisten einreiht und ihn als singulär innerhalb der schwedischen Musiktradition herausstellt.
Nach Franz Berwald ist die Berwaldhalle, ein Konzerthaus in Stockholm, benannt. Sein Bruder Christian August Berwald wirkte in Stockholm als Geiger und Musikpädagoge, sein Sohn Hjalmar Berwald wurde Ingenieur, trat aber auch mit Kompositionen hervor.

## Stil und Werke
Franz Berwald entwickelte im Laufe seines Lebens einen bemerkenswert eigenständigen Stil. Es gibt Gemeinsamkeiten mit dem Kompositionsstil Mendelssohns; Berwald gilt aber keineswegs als Epigone. Seine Musik wird als mitunter intellektuell kühl rezipiert.
Er entwickelte – wie Mendelssohn – eher die Wiener Klassik weiter, statt sich der Romantik zuzuwenden.
Auch entwickelte Berwald eine recht eigene Instrumentation, in der z. B. die Posaunen etwa die Funktion übernehmen, die in der Romantik die Hörner haben. Überraschungseffekte wie plötzliche Paukenschläge in der 3. Sinfonie sind typisch für seinen Stil.
In den 1840er Jahren wendete er sich verstärkt der Orchestermusik zu; in den 1850er Jahren komponierte er überwiegend Kammermusik. Zeitlebens versuchte sich Berwald als Opernkomponist, doch hatte er nie Erfolg. Seine Opernkompositionen gelten als schwächer als seine Orchester- und Kammermusik.
Berwald legte einen besonderen Schwerpunkt auf die formale Struktur seiner Werke.
Schon im frühen Septett verschränkt er langsamen Satz und Scherzo. Gerade in seiner Kammermusik ging er später noch viel weiter und komponierte u. a. einsätzige Werke, die die Sonatenhauptsatzform mit herkömmlicher Mehrsätzigkeit auf interessante Weise verschmelzen lassen.
Berwald gilt als einer der originellsten Komponisten seiner Zeit. Dass seine Werke dennoch nie wirklich beachtet wurden, liegt zum einen daran, dass sein individueller musikalischer Stil für das damalige konservative schwedische Publikum zu ungewohnt klang. Seine Musik wurde als „bizarr“ bezeichnet. Zum anderen war Berwald als arrogant und nicht umgänglich verschrien.
Bessere gesellschaftliche Beziehungen hätten sein Wirken vermutlich sehr gefördert.

## Werke

### Sinfonien
- Sinfonie A-Dur (Fragment) (1820)
- Sinfonie Nr. 1 g-Moll Sinfonie sérieuse (1842)
- Sinfonie Nr. 2 D-Dur Sinfonie capricieuse (1842)
- Sinfonie Nr. 3 C-Dur Sinfonie singulière (1845)
- Sinfonie Nr. 4 Es-Dur Sinfonie naïve (1845)

### Konzerte
- Thema und Variationen B-Dur für Violine und Orchester (1816)
- Konzert E-Dur für 2 Violinen und Orchester (1817)
- Violinkonzert cis-Moll (1820)
- Konzertstück F-Dur für Fagott und Orchester (1827)
- Klavierkonzert D-Dur (1855)

### Weitere Orchesterwerke
- Slaget vid Leipzig (Die Schlacht von Leipzig) (1828)
- Elfenspiel (1841)
- Fuge Es-Dur (1841)
- Ernste und heitere Grillen (1842)
- Erinnerung an die norwegischen Alpen (1842)
- Bayaderen-Fest (1842)
- Wettlauf (1842)
- Stor polonaise (Grand polonaise) (1843)

### Kammermusik
- Duo für Violine und Klavier D-Dur (1857–1860)
- Duo für Violoncello (oder Violine) und Klavier B-Dur (1858)
- Duo Concertante für 2 Violinen A-Dur (1816)
- Klaviertrio C-Dur (1845)
- Klaviertrio Nr. 1 Es-Dur (1849)
- Klaviertrio Nr. 2 f-Moll (1851)
- Klaviertrio Nr. 3 d-Moll (1851)
- Klaviertrio Nr. 4 C-Dur (1853)
- Streichquartett Nr. 1 g-Moll (1818)
- Streichquartett Nr. 2 a-Moll (1849)
- Streichquartett Nr. 3 Es-Dur (1849)
- Quartett Es-Dur für Klavier, Klarinette, Horn und Fagott (1819)
- Klavierquintett Nr. 1 c-Moll (1853)
- Klavierquintett Nr. 2 A-Dur (1850–1857)
- Septett B-Dur für Klarinette, Horn, Fagott, Violine, Viola, Violoncello und Kontrabass (1828)
- einige Klavierstücke

### Vokalwerke
- Kantat i anledning av högtidligheterna (1821)
- Kantat författad i anledning av HKH Kronprinsessans ankomst till Sverige och höga förmälning (1823)
- Gustaf Adolph den stores seger och död vid Lützen (1845)
- Nordiska fantasibilder (1846)
- Gustaf Wasas färd till Dalarna (1849)
- Apoteos (1864)
- weitere Chorwerke sowie mehrere Lieder

### Bühnenwerke
- Leonida. Oper (1829, verloren)
- Jag går i kloster. Operette (1843; UA 1843)
- Modehandlerskan. Operette (1843; UA 1845)
- Ein ländliches Verlobungsfest in Schweden. Kantate (1847)
- Estrella de Soria. Oper (1841/48)
- Drottningen av Golconda (Die Königin von Golconda). Oper (1864)

### Werke für Blasorchester
- Revue-Marsch